# Aiha Zemp
Aiha Zemp (* 26. August 1953 in Triengen; † 14. Dezember 2011 in Rheinfelden) war eine Schweizer Psychologin, Psychotherapeutin, Behindertenaktivistin und Feministin. Mit Arm- und Beinstümpfen geboren, hat sie sich zeitlebens gegen Diskriminierungen aller Art zur Wehr gesetzt und war Pionierin in vielerlei Hinsicht. 

## Leben
Nach der Matura studierte sie an der Universität Freiburg im Üechtland Journalistik und schloss 1978 mit dem Diplom ab. Da sie aufgrund ihrer Behinderung nicht als Medienpädagogin arbeiten konnte, weil ihr dafür die motorischen Möglichkeiten fehlten, studierte sie anschliessend an der Universität Zürich Psychologie, Pädagogik und Heilpädagogik und schloss 1983 mit dem Lizenziat ab. Dieses zweite Studium finanzierte sie sich als freie Journalistin bei Radio DRS mit politischen Satiren und gesellschaftlichen Themen. Parallel zum Psychologiestudium unterzog sie sich einer sechsjährigen Jung’schen Lehranalyse und bildete sich in Astrologie aus.
Aiha Zemp arbeitete viele Jahre in eigener Praxis in Hausen am Albis als Psychotherapeutin und Dozentin. 1991 wies sie bei einer von der damaligen österreichischen Frauenministerin Johanna Dohnal organisierten Enquete «In der Nacht kommt der Mann ohne Gesicht wieder» erstmals eindringlich auf die sexuelle Ausbeutung von Menschen mit Behinderung, speziell Frauen hin. Im Auftrag des österreichischen Frauenministeriums arbeitete sie in der Folge gemeinsam mit der Sozialwissenschaftlerin und Genderforscherin Erika Pircher in zwei pionierhaften Forschungsprojekten zu diesem Thema. In diesen empirischen Studien, in denen Frauen und Männer mit körperlicher und geistiger Behinderung, die in österreichischen Einrichtungen lebten, befragt wurden, konnte erstmals das erschreckende Ausmass von sexueller Gewalt, denen Menschen mit Behinderung ausgesetzt sind, wissenschaftlich nachgewiesen werden. 1997 promovierte sie in Psychologie zum Thema «Tabuisierte Not: Sexuelle Ausbeutung von Mädchen und Frauen mit Behinderung».
Aiha Zemp war auch künstlerisch tätig. So wirkte sie im 1977 realisierten Dokumentarfilm «Behinderte Liebe» von Marlies Graf mit. In drei verschiedenen Rollen arbeitete sie 1981 im Film Freak Orlando von Ulrike Ottinger in Berlin mit. Von Alito Alessi wurde sie in die Welt des Danceability eingeführt. Am Performancefestival «Im Puls Tanz» in Wien ist Aiha Zemp gemeinsam mit Daniel Aschwanden und Steve Paxton im «Crash Landing» aufgetreten. Im getanzten Theater «Laune der Natur» vom «Theater marie» hat sie zusammen mit Stine Durrer, Salome Schneebeli, Alito Alessi und Erich Hufschmied unter der Regie von Christine Rinderknecht und Heinz Gubler gespielt und getanzt.
1997 wanderte Aiha Zemp nach Ecuador aus, wo sie sich nördlich von Quito ein Adobe-Haus gebaut hatte. Begründet hat sie diesen Schritt damit, dass ihr ein selbstbestimmtes Leben mit Assistenz in der Schweiz finanziell nicht mehr möglich gewesen wäre. Aufgrund einer in der Schweiz 2002 geänderten Gesetzeslage, die es untersagte, Hilflosenentschädigung und Assistenzgelder ins Ausland zu transferieren, liess sie sich 2002 gezwungenermassen wieder in der Schweiz nieder. Ab 2003 baute sie in Basel die Fachstelle «Behinderung und Sexualität» auf, welche sie bis zur Schliessung 2010 als Geschäftsführerin leitete.
Zemp starb im Alter von 58 Jahren an den Spätfolgen ihrer Behinderung.

## Schriften
- Aiha Zemp, Erika Pircher: Weil das alles weh tut mit Gewalt. Sexuelle Ausbeutung von Mädchen und Frauen mit Behinderung (= Schriftenreihe der Frauenministerin. Bd. 10). Bundesministerin für Frauenangelegenheiten, Wien 1996.
- Tabuisierte Not: Sexuelle Ausbeutung von Mädchen und Frauen mit Behinderung. Zentralstelle der Studentenschaft, Zürich 1997 (Dissertation).
- Aiha Zemp, Erika Pircher, Heinz Schoibl: Sexualisierte Gewalt im behinderten Alltag. Knaben und Männer mit Behinderung als Opfer und Täter. GenderLink, Salzburg 1997.